# Granary trên sông Narew

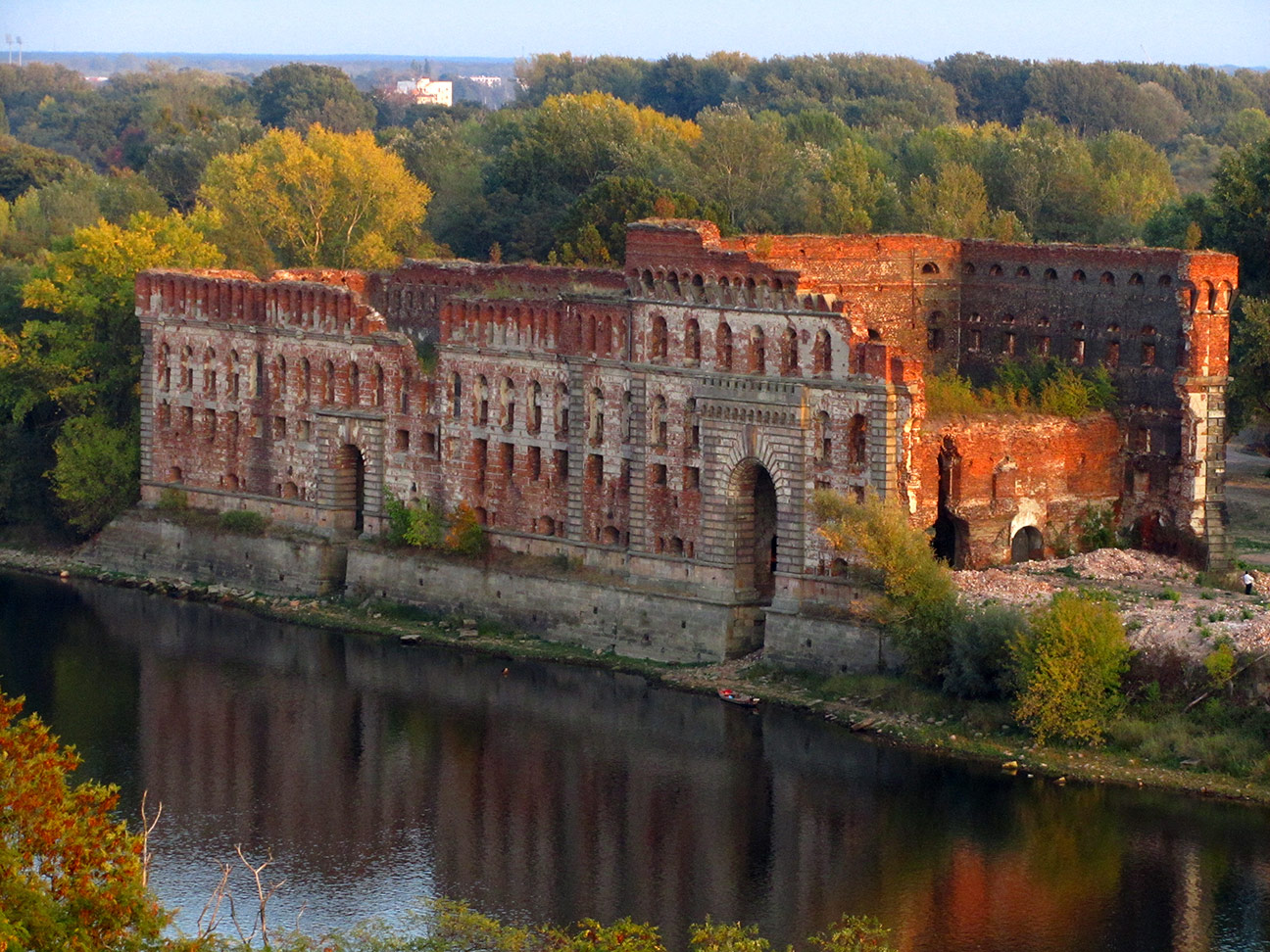
Granary trên sông Narew

Granary trên sông Narew là một granary được xây dựng vào năm 1838-44 tại Nowy Dwór Mazowiecki gần cửa sông Narew ở phía đông bắc Ba Lan.

## Thời hoàng kim
Tòa nhà được xây dựng theo phong cách tân Phục hưng của kiến trúc sư người Ba Lan Jan Jakub Gay và được tài trợ bởi Ngân hàng Ba Lan. Khoang bên cạnh đảm nhận các nhiệm vụ lưu trữ có thể thực hiện các chức năng phòng thủ, bởi vì tầng một được cung cấp các lỗ thích nghi để tiến hành bắn pháo và súng. Vai trò của một vị trí lưu trữ ngũ cốc được giữ cho đến năm 1853, khi nó được chính quyền quân sự lúc đó mua từ Ngân hàng Ba Lan với mục đích lưu trữ cho Pháo đài Modlin. Trong kho thóc nội chiến là trụ sở của Bộ chỉ huy Hải quân Modlin, sau đó là Kho Hải quân Trung tâm và Chính. Nó được lưu trữ trong đó, trong số những thứ khác, kỹ sư phần cứng, một vị trí được giữ cho đến khi Thế chiến II bùng nổ.

## Thời kỳ toàn trị
Trong vụ đánh bom vào năm 1939, vựa lúa đã bị đốt cháy bên trong những quả cầu lửa, tuy nhiên những bức tường dày đã giải cứu chúng và trong tình trạng như vậy đã chờ đợi nó cho đến khi kết thúc chiến tranh. Sau cuộc chiến tranh thành lập chính quyền cộng sản, họ bắt đầu phá hủy kho thóc mà GS. Jan Zachwatowicz đã dừng, kiến trúc sư trưởng xây dựng lại ở Warsaw. Thật không may, họ đã xoay xở để hạ cánh phía tây của kho thóc xuống và các vật liệu xây dựng được khai hoang có thể được sử dụng để sửa chữa sau chiến tranh, và theo một số ý kiến, chúng được quân đội sử dụng làm mục tiêu khác nhau.

## Ngày nay
Năm 1999, vựa lúa đóng vai là một Lâu đài Horeszków trong bộ phim chuyển thể từ bài thơ của Adam Mickiewicz " Pan Tadeusz " của đạo diễn Andrzej Wajda. Vào năm 2010, tàn tích của kho thóc đã được bán dưới tay của thành phố Nowy Dwór Mazowiecki ở khu vực phía tây cho nhà phát triển địa phương có kế hoạch xây dựng lại và tháo dỡ để theo hình thức hiện đại và tạo ra một khách sạn năm sao cùng một trung tâm hội nghị và bến cảng.